# Láska a jiné závislosti
Láska a jiné závislosti (v originále Love and Other Drugs) je americká romantická komedie z roku 2010. Režisérem a scenáristou filmu je Edward Zwick a je založena na knize Hard Sell: The Evolution of a Viagra Salesman Jamie Reidyho. V hlavních rolích se objevují Jake Gyllenhaal , Anne Hathawayová, Oliver Platt , Hank Azaria a Josh Gad.
Film měl ve Spojených státech premiéru dne 24. listopadu 2010, v České republice dne 4. dubna 2011 a zaznamenal smíšené recenze od kritiků.

## Děj filmu
V roce 1996 je prodavač Jamie Randall (Jake Gyllenhaal) vyhozen z práce v obchodě s elektronikou, protože se vyspal s přítelkyní svého šéfa. Jeho bohatý bratr Josh (Josh Gad) oznamuje u večeře s jejich rodiči (George Segal a Jill Clayburgh), že Jamiemu našel práci jako obchodní zástupce farmaceutické společnosti. Poté, co absolvuje tréninkový program u společnosti Pfizer a vyspí se s instruktorkou (Kate Jennings Grant), tak Jamie začíná pro společnost pracovat a snaží se přesvědčit lékaře, aby předepisovali léky Zoloft a Zithromax. Ze začátku čelí v práci neúspěchům, ale jeho šéf Bruce (Oliver Platt) vidí Jamieho jako lístek do "velké ligy" v Chicagu. Bruce řekne Jamiemu, že když přesvědčí doktora Knighta (Hank Azaria), aby předepsal Zoloft místo Prozacu, tak ho v tom ostatní lékaři budou následovat. Jamie se snaží dostat k doktoru Knightovi, tím, že otravuje jeho podřízené, než mu doktor Knight neeticky dovolí, aby pozoroval svlékající se pacientku Maggie Murdock (Anne Hathawayová), která trpí předčasným nástupem Parkinsonovy choroby.
Jamie jde s Maggie na rande a nakonec se spolu i vyspí. Jamieho později porazí nejvíce prodávající obchodní zástupce Prozacu, Trey (Gabriel Macht), jeden z Maggiiných bývalých milenců, který Jamieho varuje, aby se držel dál od Maggie i od lékařů. Tu noc nemůže Jamie dosáhnout erekce. Maggie mu škádlivě řekne, že by měl použít nový lék proti erektivní dysfunkci, který vyvinula jeho společnost. Bruce potvrdí, že takový lék, který se nazývá Viagra, by měl jít brzy na trh. Jakmile začne Jamie Viagru prodávat, dostaví se okamžitý úspěch. Jamie chce závazný vztah, ale Maggie to odmítá. Jamie ji konfrontuje, když Maggie pomáhá seniorům do autobusu směřující do Kanady, aby v lékárnách získali levnější léky a pohádají se.
O dva dny později Jamie čekal celou noc předtím v autě u autobusové zastávky a vítá ji zpět. Maggie je potěšena, že na ni počkal a pokračují ve svém vztahu. Jamie stráví noc v Magiiném bytě. Jednu noc ji řekne, že ji miluje - poprvé, co to kdy někomu řekl - a má záchvat paniky. Maggie ho uklidňuje tím, že mu řekne, že "řekla 'Miluji tě' jednou kočce". Jamie přichytí svého bratra, který masturbuje na sexuální nahrávku, kterou Jamie a Maggie nahráli. Jamie ji požádá, aby s ním jela na léčebnou konferenci do Chicaga. Maggie končí v diskuzi na ulici o Parkinsonově chorobě a je zasažena lidmi a jejich příběhy. Jamie poznává muže, jehož žena je v jednom z posledních fází choroby a ptá se ho na radu ohledně Maggie. Muž mu řekne, aby od ní utekl.
Po konferenci mu Maggie řekne, jak moc ho miluje. Jamie začne zkoumat Parkinsonovu nemoc a bere Maggie k různým specialistům v celé zemi, aby provedli testy. Jamie se rozzlobí a naštve, když přijíždí na schůzku, kvůli které letěli přes celou zemi a dozví se, že se odkládá. Maggie věří, že ji Jamie dokáže milovat jen tehdy, když ví, že je šance, že se jednoho dne uzdraví a tak se rozhodne s ním rozejít.
O nějaký čas později jde Jamie do restaurace, kde narazí do Maggie, která je na schůzce. Přichází Bruce a řekne Jamiemu, že byl povýšen do kanceláře do Chicaga. Když se balí do Chicaga, najde Jamie videokazetu, na které natočil sebe a Maggie mluvící o životě. Jamie si uvědomí, že chce být s Maggie, ale její šéf mu řekne, že odjela do Kanady pro získání léků. Jamie dohoní autobus, kterým jede a řekne ji, že z něj udělala lepší osobu a že ji miluje a potřebuje. Maggie začne plakat a řekne, že ho bude potřebovat víc. Jamie se rozhodne, že práci v Chicagu nevezme, ale místo toho navštěvuje lékařskou školu a zůstává s Maggie.

## Obsazení
| Jake Gyllenhaal     | Jamie Randall     |
| Anne Hathawayová    | Maggie Murdock    |
| Oliver Platt        | Bruce Jackson     |
| Hank Azaria         | Dr Knight         |
| Josh Gad            | Josh Randall      |
| Nikki DeLoach       | Christy           |
| Gabriel Macht       | Trey Hannigan     |
| Judy Greer          | Cindy             |
| George Segal        | Dr. James Randall |
| Jill Clayburgh      | Nancy Randall     |
| Katheryn Winnick    | Lisa              |
| Kate Jennings Grant | Gina              |

## Recenze
- Tereza Janíková, topzine.cz, 7. dubna 2011  [1]
- Mirka Spáčilová, IDNES.cz, 10. dubna 2011  [2]
- Kamil Fila, Aktuálně.cz, 10. dubna 2011  [3]
- František Fuka, Kinobox.cz, 10. dubna 2011  [4]

## Ocenění
| Ocenění                                       | Kategorie                                                               | Obdržující       | Výsledek   |
| --------------------------------------------- | ----------------------------------------------------------------------- | ---------------- | ---------- |
| 68. ročník udílení Zlatých glóbů              | Zlatý glóbus za nejlepší mužský herecký výkon (komedie / muzikál)       | Jake Gyllenhaal  | nominován  |
| 68. ročník udílení Zlatých glóbů              | Zlatý glóbus za nejlepší ženský herecký výkon (komedie / muzikál)       | Anne Hathawayová | nominována |
| Satellite Awards 2010                         | Satellite Award za nejlepší mužský herecký výkon (komedie / muzikál)    | Jake Gyllenhaal  | nominován  |
| Satellite Awards 2010                         | Satellite Award za nejlepší ženský herecký výkon (komedie / muzikál)    | Anne Hathawayová | vyhrála    |
| Washington D.C. Area Film Critics Association | Washington D.C. Area Film Critics Association Award za nejlepší herečku | Anne Hathawayová | nominována |